# Motuloa (norte de Nukufetau)
Motuloa é uma ilha que fica ao norte do atol de Nukufetau. Existe outra ilha no mesmo atol chamada também de Motuloa. A ilha Motuloa que fica ao norte situa-se entre as ilhas Teafuanonu e Teafuaniua